# 330'erne f.Kr.
Århundreder: 5. århundrede f.Kr. – 4. århundrede f.Kr. – 3. århundrede f.Kr.
Årtier: 380'erne f.Kr. 370'erne f.Kr. 360'erne f.Kr. 350'erne f.Kr. 340'erne f.Kr. – 330'erne f.Kr. – 320'erne f.Kr. 310'erne f.Kr. 300'erne f.Kr. 290'erne f.Kr. 280'erne f.Kr.
År: 339 f.Kr. 338 f.Kr. 337 f.Kr. 336 f.Kr. 335 f.Kr. 334 f.Kr. 333 f.Kr. 332 f.Kr. 331 f.Kr. 330 f.Kr.